# Csanádi támadás
A csanádi támadást Csáky László hajtotta végre Cserni Jován emberei ellen. A délvidéki szerbeket törökellenes védőbástyának próbálta megszervezni Szapolyai János, de privilégizálásuk heves ellenállásba ütközött a nemesség körében.
Enyingi Török Bálint kastélyát Jován önkényesen lefoglalta, ami miatt késő ősszel már harcok törtek ki és a szerbek egyre jobban felbátorodtak, ami a parasztságot is ösztökélte az ellenük való harcra. Gyulán, az egyébként I. Ferdinánd-párti Brandenburgi György birtokán parasztok támadtak a szerbekre, ugyanis Lippa, Temesvár, Karánsebes és Lugos területére is szerb csoportokat telepítettek. A támadó parasztokat ellenben a képzettebb rác lovasok és gyalogosok könnyen visszaverték.
Jován egyik csapata lefoglalta Csomán Csáky László várát és a birtokot kifosztotta. Bosszúból Csáky összegyűjtötte 300 lovasát és Jován ellen vonult. Előzőleg hasonló indítékok váltották ki Török Bálint szabadkai akcióját is.
Csáky oktalan módon lebecsülte a szerbeket, akiket közönséges parasztoknak, Jován seregét pedig paraszthadnak titulálta (ez a megbélyegzés a történelemben is jogtalanul megmaradt a délvidéki felkelésre). Csanádnál (Nagycsanád) megtámadta Jován túlerőben lévő katonaságát, amely hamar úrrá lett a támadáson. Csákyt elfogták és Jován parancsára lefejezték.
A Csáky meggyilkolása felzúdította a királyt is. De Jován ettől kezdve már a maga feje után ment és ez a felkelés kezdetét jelentette. A szerbek a törökökhöz hasonló barbársággal rabolták és égették az alföldi, délvidéki és erdélyi területeket. A lázadás annyira kiterjedt, hogy 1527-ben három nyílt csatára került sor Cserni Jován seregeivel.